# Lophura edwardsi
Il fagiano di Edwards (Lophura edwardsi (Oustalet, 1896)) è un uccello galliforme della famiglia dei Fasianidi originario del Vietnam centrale.

## Descrizione

### Dimensioni
Misura, coda compresa, 58-65 cm; la coda raggiunge una lunghezza di 24-26 cm nel maschio e di 20-22 cm nella femmina. Due maschi esaminati pesavano rispettivamente 1115 e 1100 g, mentre una femmina 1050 g.

### Aspetto
Nel maschio la livrea uniformemente blu-nero metallico, per quanto sobria, è indubbiamente appariscente, ed inoltre è talmente iridescente da farlo apparire di raso, caratteristica che diviene ancor più intensa quando l'animale si trova esposto alla luce solare. Il capo è caratterizzato da una breve e ispida cresta bianca, molto più corta rispetto a quelle dei suoi congeneri; i lati della testa presentano evidenti porzioni di pelle nuda rossa attorno agli anelli oculari che si ingrossano e papillano quando il maschio si trova in uno stato di eccitazione o durante il corteggiamento. La coda è corta, il becco è bianco-verdognolo e le zampe sono rossicce con tarsi dotati di forti speroni. Nella femmina il piumaggio è generalmente marrone-grigio senza iridescenze, con ali e coda che presentano sfumature più calde e nerastre. La cresta è praticamente inesistente; le zone di pelle nuda rossa attorno agli anelli oculari sono meno ampie e vellutate rispetto a quelle del maschio; la coda è breve e le zampe, rossicce come nel maschio, hanno tarsi privi di speroni, o speroni solo minimamente accennati. I giovani di entrambi i sessi sono molto simili alle femmine adulte, con i maschi che dopo i tre mesi di vita si rendono distinguibili per la presenza di piume blu-nere sparse su tutto il corpo, mentre le giovani femmine sono caratterizzate da variegature nerastre sulla parte alta del dorso (mantellina), sulle scapolari e sulle copritrici.

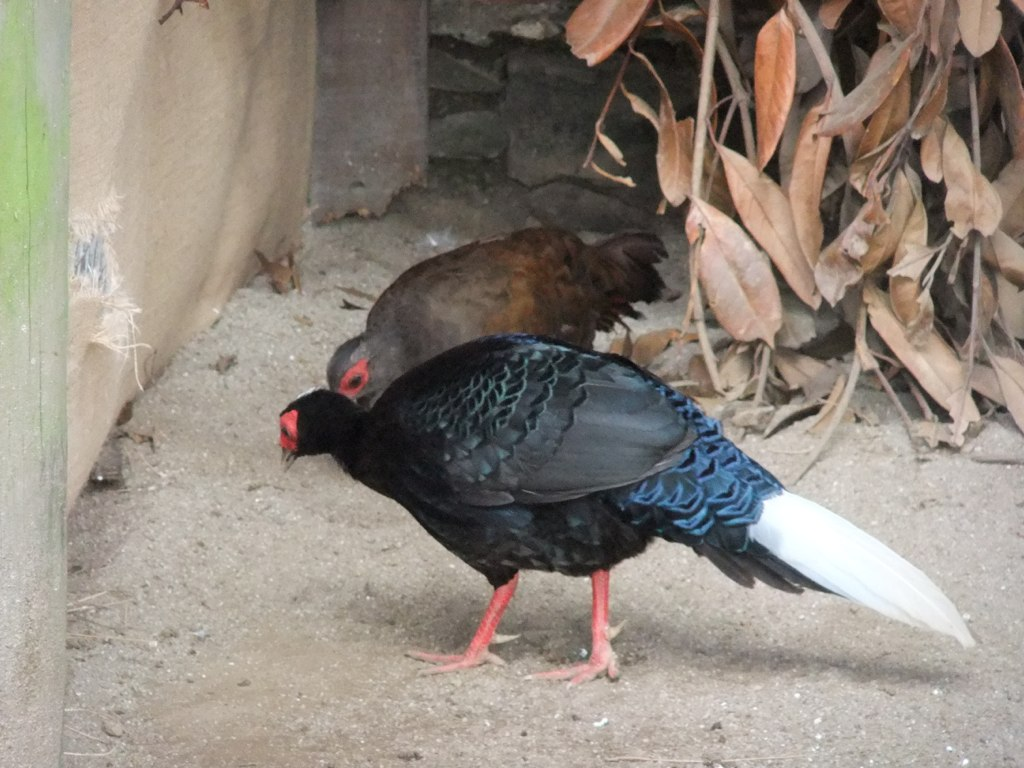
Coppia di «fagiani vietnamiti».

Negli esemplari aberranti descritti precedentemente come una specie a parte, il fagiano vietnamita (L. hatinhensis), il maschio si differenzia per la coppia di timoniere centrali bianche che, assieme alla cresta, possono essere leggermente più lunghe rispetto a quelle degli esemplari «normali», mentre le femmine di entrambe le forme risultano molto simili, pur essendo quelle di fagiano vietnamita un pochino più scure. Tuttavia, la presenza di piccole differenze nel piumaggio e l'assenza di sovrapposizioni dell'areale hanno indotto gli studiosi a pensare che il fagiano vietnamita sia una semplice variante di L. edwardsi e non una sottospecie dello stesso, oppure il risultato di una serie di incroci avvenuti all'interno di una popolazione piccola e isolata; del resto una simile variazione pare essersi verificata anche in cattività tra esemplari appartenenti alla forma nominale.
I fagiani di Edwards sono uccelli abbastanza longevi, con il record di un maschio iscritto nel registro genealogico internazionale vissuto sino all'età di 22 anni. Un'altra caratteristica che contraddistingue questi fagiani riguarda le femmine, che a partire dai 6-8 anni di vita possono andare soggette ad una forma di «mascolinizzazione» (ginandria), condizione abbastanza comune in altre specie come i pesci, e, se pur meno frequentemente, anche nei rettili, ma pressoché unica negli uccelli.

## Biologia
Si tratta di una specie dalle piccole dimensioni, perfettamente adattata al tipo di ambiente fitto ed intricato in cui solitamente vive. Predilige le foreste umide di semi-sempreverdi e quelle pluviali di pianura, aree costiere o bassa collina sino a 500 metri di altitudine, pur essendo difficilmente avvistabile sopra i 300 metri; predilige le zone caratterizzate da una lussureggiante vegetazione dominata da rampicanti e con un intricato sottobosco, ma è presente anche in foreste secondarie e radure erbose nelle quali suole fare bagni di polvere e di sole.

### Riproduzione
Allo stato selvatico non si conosce quasi nulla sul comportamento sociale e riproduttivo della specie, né tanto meno si è certi sull'età in cui inizia a riprodursi, che potrebbe essere al primo, al secondo se non addirittura al terzo anno di vita; tuttavia, alcuni indizi portano a presumere che essa sia monogama. Per quel poco che ne sappiamo, il nido viene realizzato direttamente sul terreno e consiste in una buca poco profonda modellata dalla femmina e rifinita grossolanamente con materiali morbidi ed asciutti trovati nelle immediate vicinanze, nascosta nel fitto della vegetazione in un luogo tranquillo e sicuro, al riparo, per quanto possibile, dalle abbondanti piogge. Di norma vengono deposte 2-8 uova, rotonde e di colore rosa disseminato di macchioline fulvo-crema; esse vengono incubate, per quel che ne sappiamo, dalla sola femmina, mentre il maschio rimane appostato nelle immediate vicinanze a fare la guardia. Una volta schiuse, quest'ultimo si riunisce alla famigliola, aiutando con fervore la compagna ad allevare la prole.

## Distribuzione e habitat
Il fagiano di Edwards è endemico delle regioni centro-meridionali del Vietnam; la  massima concentrazione di uccelli si riscontra all'interno della riserva naturale di Ke-Go e nei suoi dintorni, nella provincia di Ha Tinh, ma la specie è anche presente in alcune aree delle province di Quang-Tri e Thua Thien-Hue. Il «fagiano vietnamtita» si trova solitamente più a nord, in zone collinari ricoperte da fitta vegetazione.

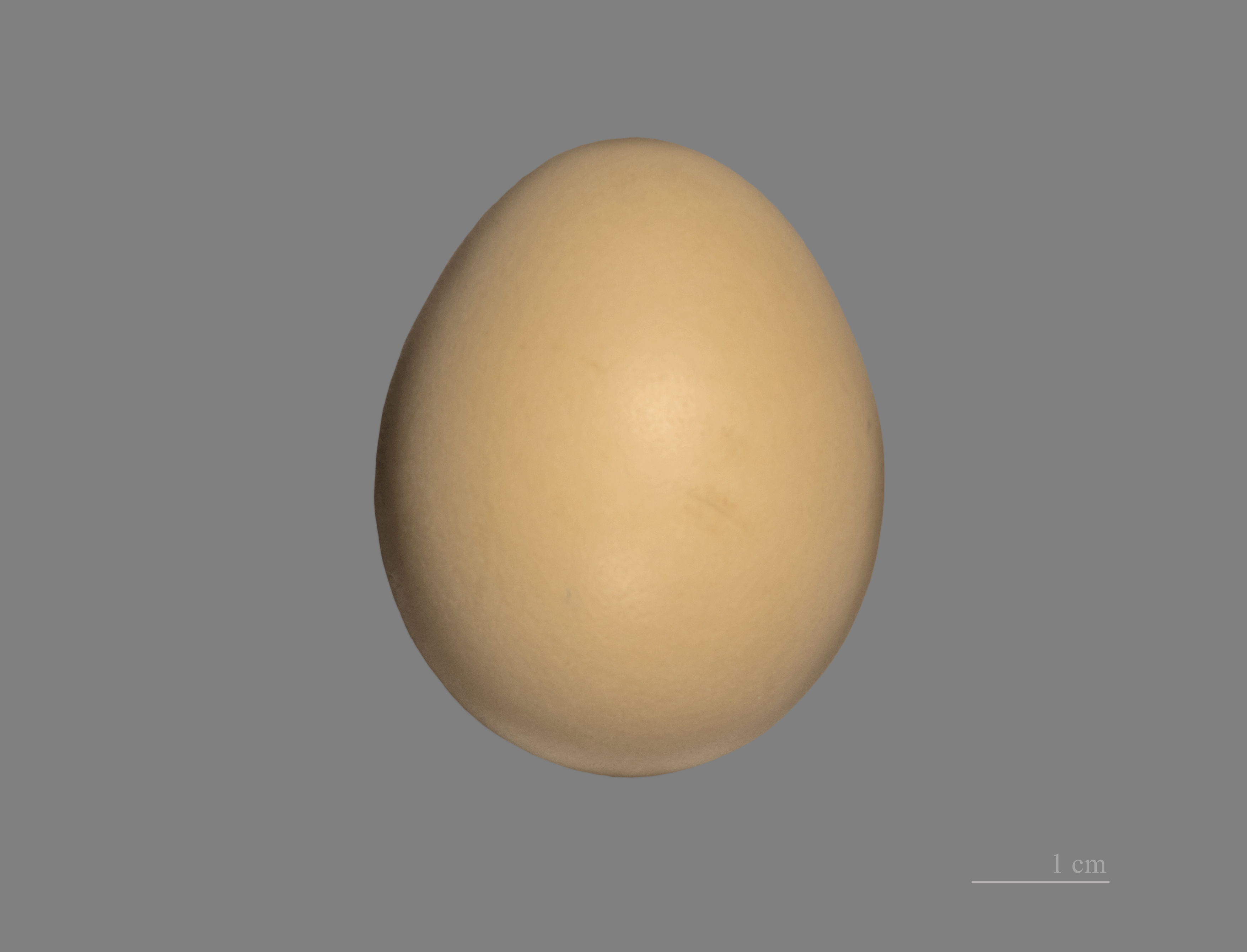
Uovo (Museo di storia naturale di Tolosa).

## Tassonomia
La specie è attualmente considerata monotipica, ma fino a non molto tempo fa venivano riconosciute, oltre a quella nominale, altre due sottospecie, L. e. hatinhensis e L. e. imperialis, talvolta considerate entrambi come specie a parte. Scoperto nel 1965 in una regione centrale del Vietnam, il L. e. hatinhensis venne ufficialmente riconosciuto come specie da Vo Quy nel 1975. Ciononostante, alcuni studiosi continuarono a ritenerlo una sottospecie di L. edwardsi. Il suo status tassonomico, tuttavia, non è mai stato ben definito ed attualmente esso viene considerato una variante instabile di quest'ultimo creatasi a seguito di fenomeni di inincrocio. Il cosiddetto «fagiano imperiale» (L. e. imperialis), invece, è risultato essere il frutto dell'incrocio tra esemplari di fagiano di Edwards e individui della sottospecie annamensis del fagiano argentato (L. nycthemera).

## Conservazione
Scoperto e descritto per la prima volta nel 1896, del fagiano di Edwards (così chiamato in onore dell'ornitologo e paleontologo francese Alphonse Milne-Edwards, che fu direttore del Museo di Storia Naturale di Parigi) non se ebbe più notizia sino al 1923, quando Delacour, nel corso di una spedizione, ritrovò la specie nell'Annan, così come veniva chiamata all'epoca la regione centrale del Vietnam. La specie, secondo gli organismi preposti al controllo, sembra destinata ad estinguersi in tempi relativamente brevi a meno che non si intervenga tempestivamente con efficaci misure di conservazione. Gli habitat storici dove viveva abitualmente sono ormai andati distrutti, spogliati di quella che sino a non molti decenni fa corrispondeva ad una lussureggiante vegetazione primaria dal massiccio uso di prodotti chimici e/o defolianti fatto dagli americani durante la guerra del Vietnam, e successivamente convertiti dai locali in aree agricole. Tuttavia la perdita di habitat naturale è continuata e le cose non sono migliorate, dato che il disboscamento è ancora in atto, soprattutto in pianura, con intere foreste andate distrutte e con le poche rimaste sotto forte pressione e in lenta agonia, soggette come sono a tagli continui e spesso incontrollati, che fanno sì che le già piccole e frammentate popolazioni siano in continuo calo. Non bisogna inoltre dimenticare la caccia e le catture non autorizzate, effettuate a terra sfruttando le trappole normalmente utilizzate per i mammiferi, di soggetti vivi che vanno ad incrementare il commercio illegale di animali. In ogni caso i dati elaborati e basati su notizie provenienti dai luoghi di origine non bastano a tracciare un quadro preciso sullo stato attuale della specie, che rimane più che mai confuso. Si ritiene, tuttavia, che ne rimangano ormai meno di 250 individui.